# Князь
Князь — голова роду, племені або союзу племен, що звичайно стояв на чолі військової дружини, а з розвитком феодалізму — вождь війська та правитель князівства. У деяких країнах (у Росії з XVIII століття) — спадковий або дарований царем титул. Це титул голови феодальної монархії, або будь-якої іншої політичної системи (удільного князівства), великого посадовця чи вельможі у 8—20 століттях. Споконвіку був спадковим титулом у середовищі аристократії, але з кінця 18 століття став даруватися монархом за вислугу як дворянський титул.
У слов'янських мовах — назва герцога, принца, царя (королевич — «маленький цар»). У Хорватії і західнослов'янських мовах (наприклад, польська, сербська) слово має значення «лорд», а у чеській, польській та словацькій також стало означати «священник» (knez, ksiądz, kňaz), а також «герцог» (knez, kníže, książę, knieža).

## Походження
Слово «князь» (д.-рус. кънѧsь, кънѧзь, пол. księć, словен. knez, чеськ. kněz, словац. kňaz), очевидно, має германську етимологію. Відновлене прасл. *kъnędzь < *kъnęgъ < *kŭningъ походить від прагерм. *kuningaz або гот. *kuniggs, д.-в.-н. kuning (пор. «конунг», англ. king, нім. König — «король»), похідного від kuni «рід», звідки також фін. і ест. kuningas («король»). Перехід [g] у [d͡z] після носового *ę пов'язаний із законом третьої палаталізації, непалаталізоване *g збереглося у жіночій формі княгиня (д.-рус. кънѧгыни).
Цікаво, що схоже досить близькі і за звучанням і за значенням до слова «князь» такі титули володарів у кочівників Великого Степу як «каган», «каан», «кан», «хан», «ган», «хакан». Цьому можна знайти зрозуміле пояснення, якщо згадати, що всі вищезазначені титули ідуть коренями до часів гунів і готів, близькоспоріднених союзів племен різних народів Євразії[джерело?](спірне твердження).
Словом князь передають низку неслов'янських титулів (лат. dux, фр. prince, нім. Fürst, Herzog, англ. Duke тощо). Цікаво, що німецьке слово Herzog походить від старонімецького Heer-zog, дослівно — «провідник війська», «воєвода».
Слово «князь» увійшло в ужиток і утвердилося в побуті досить пізно — воно має готське походження і в цій літературній формі прийшло на Русь із Болгарії. Перед цим київського князя називали каганом. Каган, хаган, хан — тюркський термін, що потрапив він із хазарського середовища. Сам по собі інститут військового державця існував у слов'ян ще до термінологічних впливів Сходу і Заходу, але достеменно невідомо, які саме функції він виконував у праслов'ян. У літописах князь-каган називається «самодержцем», що є калькованим з грецького слова «автократор», що означає правителя, від іншої влади не залежного.
Певний вплив на структуру княжої дружини мали скандинавські, іранські та греко-болгарські моделі.

## Історія
В ранньому середньовіччі слов'янських (як і у германських) племен у Середньовіччі спершу воєначальник племені, союзу племен, військової дружини (у родоплемінну епоху). У пізньосередньовічну феодальну епоху — правитель монархічного лену — князівства. У пізніші часи — представник прошарку аристократії, власник вищого шляхетського титулу.
Цитата:

Тих багатих і торговельних людей треба було захистити, треба було оборонити їх од сусідів, ласих на їхні товари та багацтво. Тому то київські люде, особливо значнійші, більші, що прозивалися боярами, здавна позаводили при собі ватаги людей сильних, одважних, військових. Згодом у Київі зібралося чимале військо і воно обороняло місто од сусідів та ходило з купцями, як вони везли свої товари в чужий край. Старший над тим військом був київський князь.

Але вже десь у VIII столітті найпізніш, київські князі перестали бути тільки сторожами київської торговлі; маючи велике військо — дружину, що треба було його чимсь прогодувати, вони почали нападати на сусідні племена та споружати далекі походи.

Ті походи на чужі землі збогачували дружину та князя, бо купці-дружинники навозили звідти чимало товару, невольників і потім те все продавали. Що далі, то все зростала дружина київського князя й охота до походів за данею в підбиті вже землі та до наскоків в далекі чужі краї.

Ті, що сиділи далі і до них не можна було часто ходити, платили тільки дань та давали помочи під час воєнного походу, але мали ще своїх князів і сами собою порядкували; до инших сажав київський князь з своєї руки князя, а ще до инших посилав своїх «мужів» — «посадників» і ті вже робили так, як скаже київський князь. Сажаючи своїх князів та підручних в чужих землях, київський князь ніби то робив їм добро: обороняв їх од сусідів, заводив спокій, нищив і карав розбійників, а зате приходив що року зимою по дань, а часом держав там своїх «мужів» цілий рік з військом. Обійшовши землі зимою, князі й бояре разом з купцями на весну з'їздилися у Київі і поскладавши товари на човни, везли Дніпром на продаж аж до Царгороду, до Греків
З переходом від первісно-родових до феодальних суспільних відносин князівська влада почала переходити у спадок і зосереджуватися у певній родині — династії.
До XII століття основним джерелом доходу для князів були не власні землі, а побори-данини. У літописі під 1146 роком побіжно згадується, що у князя Ігоря Ольговича в його господарстві під Путивлем пограбовано 900 стогів хліба. Це — урожай приблизно із 150 десятин землі. Але чи був це урожай із власних земель князя, чи сюди було привезено данину від селян з підвладних князю земель, у цьому випадку невідомо.
Протягом всієї історії Київської Русі князь залишався насамперед воїном, який особисто очолював походи і брав участь у битвах. Тому джерелом його доходів був військовий трофей, передусім «полон» і данина. Першим князівським привілеєм були перевісища, мисливські угіддя, оскільки єдиним мирним заняттям, гідним князя були лови. Князь повинен був мати арсенал зброї, яку він розподіляв між народом у випадку загального походу, і конярське господарство, яким керував «конюший тіун» і яке мало ту ж мету. Князь не був господарем чи власником земель, що входили до його князівства: спочатку він навіть не мав там власності, принаймні жив не з своєї «вотчини».
Старших (в значенні вищі) чи нарочитих (тобто, свідомих) дружинників називали боярами. Це слово, найімовірніше має болгарське походження: у тюрків-болгар була розвинена титулатура, а найвищий ранг боїл (множина боїляр, боляр) відповідав візантійському патрикію. Боярин на Русі означав переважно старшого дружинника, тоді як гридь — молодшого. В українській традиції в післякиївську добу «бояр» означає підневільного військового слугу — на відміну від російської традиції, де саме «боярин» був назвою, що закріпилася за вищим колом князівського оточення.
Київські князі як старші в родині-династії «рюриковичів» мали титул великий князь. Мали свої резиденції (столи) в окремих землях (князівствах), уділах, волостях. Існували служебні князі, які не мали власних володінь і йшли на службу до інших князів. Упродовж XIV—XVI ст. руські князі перетворилися на вищий прошарок шляхти.
У деяких країнах князь є спадковим або дарованим титулом.
Князі, що були головами великих феодальних державних утворень на Русі й у Великому князівстві Литовському («Русь Литовська», сьогоднішні Білорусь та Литва), називалися Великими князями (у деяких країнах, наприклад, у Польщі, Чехії, Галицько-волинському князівстві, князі — голови феодальних монархій — відповідно до західноєвропейської традиції прийняли титул королів).

## Ординські часи, XIII—XVI ст
В ординській державі XIII—XVI ст. слово «князь» вживали як руський відповідник слова «хан», який означав начальника будь-якого рівня, начальника взагалі, як людину з роду Чингіза так і ні, як виборного так і наказного (частіш наказного). Такий порядок закріпив сам Чингісхан, який як справжній степовик, простий у побуті, видав наказ про відміну всіх титулів і звань усіх державних утворень, які увійшли до складу ординської держави крім титулу «хан» (рус.князь). Зустрічаються згадки про князів верхніх і нижніх, десяцьких, соцьких і тисяцьких, тобто фактично в тому значенні, в якому у козацьких військах наступних століть вживалось поняття «отаман», а у європейських державах — «офіцер». Саме нащадки цього численного прошарку русько-ординських служивих князів, часто змішаного русько-татарського походження і склали надалі основу дворянства при утворенні царства Московського, наслідуючи тим самим ординську систему правління.

## У Великому князівстві Литовському
Після поразки Свидригайла права руських удільних князів були істотно обмежені, вони (їхні права) стали набагато меншими, ніж у панівної верстви литовців-католиків, останні ж зайняли не лише провідні посади в Литві, а й на споконвічних українських та білоруських землях. Виняток було тимчасово зроблено лише для самого Свидригайла (він одержав Волинь) та близького до великого князя литовського Сигізмунда — князя Олелька Володимировича (йому дістався Київ; див. Київське князівство). Син Олелька Володимировича — Семен Олелькович хоча й був одружений з дочкою литовського урядовця Яна Гаштовта, але це не допомогло його синові — Василеві після смерті батька стати київським князем, на це місце було призначено намісника — Мартина Гаштовта. На Волині після смерті Свидригайла 1452 на вищі пости також почали призначати вихідців з Литви. Проте вже наприкінці 15 — початку 16 століття державної влади позбавили і литовських князів. Відтоді удільних князів не стало, усі вони були зрівняні з «службовими князями», хоча й вирізнялися з-поміж них величиною своїх земельних володінь та правом власної хоругви (корогви).
Так, серед волинських князів, яких на той час збереглися біля 30 родів, найвизначнішими були Острозькі, Заславські, Четвертинські, Порицькі. Вони володіли понад 1000 сіл, виходили на війну не під загальною хоругвою, а під власною, а із своїх добр (маєтностей) мали виставляти по одному озброєному воякові з 8 селянських господарств (1528 тільки князь К.Острозький виставив 426 вершників). Набагато менше було магнатів-князів на Київщині, Брацлавщині, Поділлі. Однак їхня загальна частка в земельних володіннях була досить значною, і тому вони, як і всі інші колишні удільні князі, не могли змиритися зі своєю новою — доволі незначною державною роллю. Будучи незадоволеними своїм становищем, вони почали дедалі більше звертати свій погляд до Великого князівства Московського, яке, звільнившись від монгольської зверхності, набирало сили і рухалося в бік створення централізованої могутньої держави. Великий князь московський Іван III Васильович (1462—1505) проголосив себе захисником православ'я, великих князів московських — нащадками Рюриковичів, а війну з Великим князівством Литовським — боротьбою за руські землі. За цих умов деякі православні князі потягнулися до Москви. На початку 16 століття десятки чернігівських та новгород-сіверських князів (див. також Верховські князі) зі своїми землями перейшли до новоутвореного Московського царства, де дали початок родам Одоєвських, Воротинських, Трубецьких, Бєльських та ін. У цьому зв'язку 1481 року постала і змова проти короля польського і великого князя литовського Казиміра IV Ягеллончика князів Михайла Олельковича, Івана Гольшанського, Федора Бєльського та ін. (див. Змова князів 1481 року), що задумали зі своїми землями теж перейти до Великого князівства Московського. Змова була розкрита, більшість змовників страчена, тільки князю Ф. Бєльському вдалося втекти до Москви. Напруга, однак, не вщухла. 1508 року вибухнуло нове повстання руських князів проти Литви, його очолив князь Михайло Глинський зі своїми братами. Однак повстання не вдалося і його очільники подалися до великого князя московського Василія III Івановича.
Згідно з Люблінською унією 1569, до Корони Польської було прилучено Підляшшя, Волинь, Поділля, Брацлавщину й Київщину, за Великим князівством Литовським залишилися, крім його власних земель, Білорусь, Берестейщина та Пінщина. Невдовзі більшість українських князів полонізувалася й окатоличилася. Серед тих, хто найдовше тримався своєї віри й свого народу, були князі Острозькі. Однак зі смертю кн. В.-К.Острозького його син — кн. Я.Острозький перейшов до католицтва, а зі смертю останнього рід Острозьких закінчився.
1610 М.Смотрицький у «Треносі або Плачі Східної церкви» змушений був констатувати, що «славні доми руських князів» («княжата Сангушки, Заславські, Збаразькі, Вишневецькі, Самгуські, Чорторизькі, Пронські, Ружинські, Соломирецькі, Головчинські, Крошинські, Масальські, Горські, Соколинські, Лукомські, Пузини й інші незчисленні, які довго було б вичисляти окремо») відвернулись від правосл. церкви.

## На службі у князів московських
Нащадків удільних руських князів та Гедиміновичів з охотою приймали на свою службу великі князі московські, надаючи їм привілеї, однак з часом більшість з них перетворилася на звичайних служивих людей. Так, у 14 та на поч. 15 ст. стан служивих князів був набагато вищим за стан бояр, а вже наприкінці 15 ст. князі самі домагалися призначення їх боярами (від 15 ст. чин боярина став найвищим у Московському царстві). У 17 ст. князь-боярин за своїм соціальним становищем був значно вищим за князя, який служив «поза розрядом».
До Петра I звання князя було родовим, передавалося в спадок і ніким не могло бути наданим. На той час князями були лише: нащадки князя Рюрика; потомки вел. кн. литов. Гедиміна; а також князі ін. народів, переважно мордвинів і татар, пізніше — грузинів та ін. мешканців Кавказу.
Поява в царстві «без ліку князів з татар і мордви» позбавила княжий титул його колишнього значення, справа дійшла до того, що назвати ту чи ін. княжу особу лише за її княжим титулом — князем (без її імені) означало «збезчестити» її, оскільки лише хресне ім'я відрізняло християнина від нехристиянина.
Щоб підняти князівську гідність і повагу в Росії, цар Петро I почав нагороджувати цим титулом. Відтоді князівський сан, особливо з додатком «найясніший» став ознакою особливих заслуг перед рос. імператором. Серед українців за походженням титулом князя були нагороджені: за імп. Павла I — віце-канцлер, граф О.Безбородько; за імп. Олександра I — рос. посол на Віденському конгресі граф О.Розумовський; за імп. Миколи I — граф В.Кочубей (див. Кочубеї), голова Державної ради та генерал-фельдмаршал граф І.Паскевич-Єриванський (див. Паскевичі). Князівськими титулами нагороджувались особи, які вже мали графський титул, а титулами найясніших князів — ті, хто вже мав князівський титул. Так, ген.-фельдмаршал І.Паскевич спочатку отримав титул графа з додатком до фамілії «князь Єриванський», потім також «князь Варшавський» з титулом «найясніший».
Наприкінці 19 ст. в Російській імперії було 250 зареєстрованих князівських родів, з них бл. 40 вели свій родовід від Рюрика і Гедиміна. Князівських родів, що отримали цей титул від імператорів, було бл. 20.

## Інше
У традиційній весільній обрядовості східних слов'ян «князем» і «княгинею» називали наречених і молодих на весіллі. Шафери йменувалися «боярами», зображуючи на весіллі старших дружинників князя.